# Luis García Tevenet
Luis García Tevenet (né le 8 mai 1974) est un ancien footballeur espagnol qui a joué comme attaquant, actuellement entraîneur de l'Atlético Madrid B.
Au cours d'une carrière professionnelle de 16 ans, passée principalement par Séville, il a participé à 359 matches dans les deux principales divisions du football espagnol, marquant 69 buts.
En tant qu'entraîneur, Tevenet a travaillé principalement dans les ligues inférieures, avec de brefs passages en Segunda División à Huesca et au Sevilla Atlético.

## Carrière de joueur
Né à Séville, en Andalousie, et issu du centre de formation du FC Séville, Tevenet a fait ses débuts en équipe première en Liga le 2 janvier 1994, jouant 29 minutes lors d'une victoire 1-0 à domicile contre la Real Sociedad. Cependant, il ne parviendra pas à devenir un titulaire, n'étant pas appelé régulièrement dans le groupe de l'équipe.
Tevenet rejoindra l'Atlético Madrid B à l'âge de 23 ans, participant à cinq matches de l'équipe principale au cours de la saison 1998-1999 en tant que remplaçant. Par la suite, il passe deux ans à l'UD Las Palmas (avec un prêt à Séville entre les deux, en Segunda División), marquant cinq buts en 28 matchs lors de sa dernière année à Las Palmas en seulement neuf titularisations subissant une relégation.
Après cela, Tevenet a concouru principalement en deuxième division et en Segunda División B, avec le Polideportivo Ejido, l'Algeciras CF, le CD Numancia (avec un bref retour en première division lors de la saison 2004-05 ) et l'UE Lleida. Pour la saison 2007-08, il rejoint l'Orihuela CF où, après une saison et demie, il prend sa retraite et devient le nouvel entraîneur de l'équipe.

## Carrière d'entraîneur
Fin 2009, Tevenet prend la tête du Jerez Industrial CF en troisième division pendant seulement un mois avant de démissionner en raison des problèmes financiers du club.
En mars 2010, à la suite du limogeage de son ancien coéquipier de Séville Manolo Jiménez, il retourne au stade Ramón Sánchez Pizjuán et est nommé directeur adjoint, quittant son poste en septembre après le licenciement d' Antonio Álvarez.
Tevenet est revenu en troisième division avec le CD San Roque de Lepe en 2011, partant après un an. Il signe ensuite pour un autre club de la ligue, l'UCAM Murcia CF, à  la mi-saison d'une saison qui s'est terminée par une relégation. Il est resté dans la région de Murcie en 2013-2014 au FC Cartagena, partant après une défaite totale de 5-1 contre le Real Avilés lors des barrages éliminatoire pour la montée.
Le 29 juin 2014, Tevenet est nommé directeur du SD Huesca. Il mène les Aragonais à la première place de leur groupe et à la promotion en deuxième division par une victoire cumulée 3-1 contre le Huracán Valencia CF en séries éliminatoires. Il est démis de ses fonctions le 30 novembre, après quatre défaites consécutives.
Tevenet est ensuite nommé entraîneur du Hércules CF le 1er juillet 2016 et est limogé le 5 mars suivant pour mauvaise forme de l'équipe. Le 22 juin 2017, il retourne au Sevilla Atlético pour diriger la réserve de deuxième division. Après la relégation de l'équipe à la fin de la saison, il part pour une autre équipe B, celle de l'Atlético Levante UD.
Le 15 décembre 2020, Tevenet est remplacé par Alessio Lisci, après avoir remporté un match et perdu cinq fois lors des sept premiers matchs de la saison.
En juin 2021, il est embauché par l'Atlético Madrid à l'Atlético Madrid B pour y entrainé l'équipe, où il avait joué plus de deux décennies auparavant. Il réussit à être promu de la Tercera División RFEF, finissant champion de son groupe lors de sa première saison, en remportant 29 des 40 matches. Il est alors promu en Segunda División RFEF. Lors de la saison suivante, il est promu une deuxième fois, cette fois en Primera Federación.

## Palmarès

### Joueur
UD Las Palmas
- Championnat d'Espagne de deuxième division : 1999-2000

Séville FC
- Championnat d'Espagne de deuxième division : 2000-2001[20]